# Lithiumsulfaat
Lithiumsulfaat is het lithiumzout van zwavelzuur en heeft als brutoformule Li2SO4. De stof komt voor als een wit hygroscopisch kristallijn poeder, dat zeer goed oplosbaar is in water.

## Synthese
Lithiumsulfaat kan bereid worden uit reactie van lithiumhydroxide of lithiumcarbonaat met zwavelzuur:
{\displaystyle {\ce {2LiOH + H2SO4 -> Li2SO4 + 2H2O}}}
{\displaystyle {\ce {Li2CO3 + H2SO4 -> Li2SO4 + H2O + CO2}}}

## Structuur en eigenschappen
Lithiumsulfaat is hygroscopisch en vormt een monohydraat. Bij verhitting boven 130°C kan het opnieuw in de watervrije vorm worden omgezet. Het monohydraat bezit een monokliene kristalstructuur en behoort tot ruimtegroep P21. De watervrije vorm bezit dezelfde kristalstructuur, maar behoort tot ruimtegroep C52h.
Opmerkelijk is dat de oplosbaarheid van lithiumsulfaat daalt met stijgende temperatuur: bij 100°C kan er 292 gram per liter worden opgelost, terwijl dat bij 25°C nog bijna 350 gram is. Het deelt deze eigenschap met enkele sulfaten van lanthaniden.

## Toepassingen
Lithiumsulfaat wordt gebruikt om bipolaire stoornis te behandelen.